# Écluse de Lehnitz
L'Écluse de Lehnitz est une écluse dans le Land de Brandebourg en Allemagne. Elle est située à proximité de l'ancien Camp de concentration d'Oranienbourg-Sachsenhausen à la frontière orientale de la ville d'Oranienbourg. 